# Charles Nicholas Aubé
Charles Nicholas Aubé (Parijs, 6 mei 1802 - Crépy-en-Valois, 15 oktober 1869), was een Frans arts en entomoloog.

## Biografie
Aubé studeerde aan de apothekersschool in Parijs. Hij nam deel aan botanische excursies georganiseerd door de deelnemers en door het Museum. Hij behaalde zijn diploma in 1824 en trouwde in 1826 met een zuster van Gustave Planche (1808-1857). Na zijn vervolgstudies in de geneeskunde verwierf hij in 1836 zijn doctorstitel met een proefschrift over "la gale" (schurft). 
Hij was een van de oprichters van de Société Entomologique de France, waarvan hij voorzitter was in 1842. Hij werkte aan bepaalde groepen van Coleoptera (kevers) uit de publicaties van Pierre François Marie Auguste Dejean (1780-1845).
Zijn collectie wordt bewaard door de Société Entomologique.

## Werken
- Catalogue des Coléoptères de la collection d’Auguste Dejean (1825-) met Pierre François Marie Auguste Dejean
- Pselaphiorum monographia cum synonymia extricata Magasin de zoologie de Guérin 1833 (Paris)

- Bibliothèque nationale de France: cb162972086 (data)
- Catàleg d'autoritats de noms i títols de Catalunya: 981058526100906706
- Gemeinsame Normdatei: 172698022
- International Standard Name Identifier: 0000 0001 2303 093X
- Library of Congress Control Number: no2011040469
- Nederlandse Thesaurus van Auteursnamen: 156461072
- Système universitaire de documentation: 138515913
- Virtual International Authority File: 169590967
- WorldCat: E39PBJrrwjKtkrd7YwtVMFkVYP